# Бентон (Канзас)
Бентон (англ. Benton) — місто (англ. city) в США, в окрузі Батлер штату Канзас. Населення — 943 особи (2020).

## Географія
Бентон розташований за координатами 37°47′17″ пн. ш. 97°6′28″ зх. д. / 37.78806° пн. ш. 97.10778° зх. д. (37.788053, -97.107833).  За даними Бюро перепису населення США в 2010 році місто мало площу 3,59 км², уся площа — суходіл.

## Демографія
Згідно з переписом 2010 року, у місті мешкало 880 осіб у 325 домогосподарствах у складі 254 родин. Густота населення становила 245 осіб/км².  Було 360 помешкань (100/км²).
Расовий склад населення:
| - 97,3 % — білих - 0,7 % — азіатів - 0,6 % — корінних американців - 0,1 % — чорних або афроамериканців |

До двох чи більше рас належало 0,9 %. Частка іспаномовних становила 2,7 % від усіх жителів.
За віковим діапазоном населення розподілялося таким чином: 29,1 % — особи молодші 18 років, 57,6 % — особи у віці 18—64 років, 13,3 % — особи у віці 65 років та старші. Медіана віку мешканця становила 36,0 року. На 100 осіб жіночої статі у місті припадало 97,8 чоловіків;  на 100 жінок у віці від 18 років та старших — 100,0 чоловіків також старших 18 років.
Середній дохід на одне домашнє господарство  становив 58 610 доларів США (медіана — 47 891), а середній дохід на одну сім'ю — 72 982 долари (медіана — 64 643). Медіана доходів становила 49 904 долари для чоловіків та 37 083 долари для жінок. За межею бідності перебувало 19,5 % осіб, у тому числі 26,2 % дітей у віці до 18 років та 2,1 % осіб у віці 65 років та старших.
Цивільне працевлаштоване населення становило 477 осіб. Основні галузі зайнятості: освіта, охорона здоров'я та соціальна допомога — 23,1 %, транспорт — 13,6 %, роздрібна торгівля — 12,6 %, виробництво — 12,2 %.